# 极限 (数学)
极限（英語：limit）是函数在自變量無限變大或無限變小或在某個區間時所接近的值，也是數學分析或微積分的重要基础概念，连续和导数都是通过极限来作定义。極限分為描述一个序列的下標愈來越大时的趋势（序列極限），或是描述函数的自变量接趨近某個值時的函数值的趋势（函數極限）。
函数极限可以推广到网中，而数列的极限则与范畴论中的极限和有向极限密切相关。

## 概念

### 数列极限
以数列{\displaystyle a_{n}={\frac {1}{n}}}为例，直觀上随着n的增大，{\displaystyle a_{n}}越来越接近0，于是可以认为0是这个序列的“极限”。以下的嚴格定義來自於柯西：
设{\displaystyle \{a_{n}\in \mathbb {R} \}_{n\in \mathbb {N} }}，若對任意{\displaystyle \epsilon >0}，存在{\displaystyle m\in \mathbb {N} }，使得当{\displaystyle n>m}时，有{\displaystyle |a_{n}-a|<\epsilon }以邏輯符号来表示即為{\displaystyle (\forall \epsilon >0)(\exists m\in \mathbb {N} )(\forall n\in \mathbb {N} )[\,(n>m)\Rightarrow (|a_{n}-a|<\epsilon )\,]}则称数列 {\displaystyle \{a_{n}\}_{n\in \mathbb {N} }} 收敛于 {\displaystyle a} ，记作 {\displaystyle \lim _{n\to \infty }a_{n}=a} 或 {\displaystyle a_{n}\rightarrow a}。這時也稱這個數列是收斂的，反之稱為發散。可以證明極限是唯一的，也就是
{\displaystyle [\,(a_{n}\to a)\wedge (a_{n}\to a^{\prime })\,]\Rightarrow (a=a^{\prime })}
直觀地说，不論把“差距範圍”{\displaystyle \epsilon } 取得多小，從某項往后 {\displaystyle a_{n}} 跟 {\displaystyle a} 的距離都會比 {\displaystyle \epsilon } 小。

### 函数极限
考慮定義域為 {\displaystyle \mathbb {R} } ，對應規則為 {\displaystyle f(x)={\frac {x}{x^{2}+1}}} 的函數在 {\displaystyle x} 趋向 {\displaystyle 2}的时候的性质。此時 {\displaystyle f} 於 {\displaystyle 2} 是有定义的。
| f(1.9) | f(1.899) | f(1.999) | f(2)                                                         | f(2.001) | f(2.01) | f(2.1) |
| 0.4121 | 0.4012   | 0.4001   | {\displaystyle \Rightarrow } 0.4 {\displaystyle \Leftarrow } | 0.3998   | 0.3988  | 0.3882 |

当{\displaystyle x}趋向{\displaystyle 2}的时候，函数值似乎趋向{\displaystyle 0.4}，因此我们有“极限”{\displaystyle 0.4}，正好就是 {\displaystyle f(2)} ，這種情況我們稱為在 {\displaystyle x=2}“連續”。
但有時趨近的“極限”不會是那個函數值，考虑定義域為 {\displaystyle \mathbb {R} } ，對應規則為
{\displaystyle g(x)={\begin{cases}{\dfrac {x}{x^{2}+1}},&x\neq 2\\0,&x=2\end{cases}}}
的函數，那么当 {\displaystyle x} 趋于 {\displaystyle 2} 的时候，{\displaystyle g(x)}的极限似乎与前面的 {\displaystyle f(x)} 相同都是{\displaystyle 0.4}。但 {\displaystyle g(2)\neq 0.4}，这就是说， {\displaystyle g(x)} 在 {\displaystyle x=2} 不连续。
有時趨近的點甚至不在定義域裡（也就是無定義），考慮到算式（本質上是一階邏輯中的項，所以下面以冒號來代表符號辨識上的定義，而非“數字”意義上的相等）
{\displaystyle T:{\frac {x-1}{{\sqrt {x}}-1}}}
当 {\displaystyle x=1} 时，算式 {\displaystyle T} 等於零除以零而没有定义。但以 {\displaystyle T} 有定義的最大定義域 {\displaystyle \mathbb {R} -\{1\}}（去除 {\displaystyle 1} 的實數系）， 跟對應規則 {\displaystyle f(x)=T} 來定義的函數 {\displaystyle f}， 趨近於 {\displaystyle 1} 的“极限”似乎是 {\displaystyle 2}
| f(0.9) | f(0.99) | f(0.999) | f(1.0)                                                          | f(1.001) | f(1.01) | f(1.1) |
| 1.95   | 1.99    | 1.999    | {\displaystyle \Rightarrow } 未定义 {\displaystyle \Leftarrow } | 2.001    | 2.010   | 2.10   |

#### 实函数在有限处的极限
若 {\displaystyle f} 是一个实函数（也就是定义域和值域都包含於實數系），{\displaystyle L\in \mathbb {R} }，那么
{\displaystyle \lim _{x\to c}f(x)=L}
用ε-δ語言定義為：對所有的{\displaystyle \varepsilon \ >0}，都存在 {\displaystyle \delta \ >0} 使得：對任意 {\displaystyle x\in D_{f}} 满足{\displaystyle 0<|x-c|<\delta \ }时會有{\displaystyle |f(x)-L|<\varepsilon \ }。以邏輯符号来表示即為
{\displaystyle (\forall \epsilon >0)(\exists \delta >0)(\forall x\in D_{f})[\,(0<|x-c|<\delta )\Rightarrow (|f(x)-L|<\epsilon )\,]}

#### 实函数在无穷远处的极限
与函数趋于某个给定值时的极限概念相关的是函数在无穷远处的概念。这个概念不能从字面上直接理解为：{\displaystyle x}距离无穷远越来越小的状态，因为无穷不是一个给定的数，也不能比较距离无穷的远近。因此，我们用{\displaystyle x}越来越大（当讨论正无穷时）来替代。
例如考虑{\displaystyle f(x)={\frac {2x}{x+1}}}.
{\displaystyle f(100)=1.9802}
{\displaystyle f(1000)=1.9980}
{\displaystyle f(10000)=1.9998}
当{\displaystyle x}非常大的时候，{\displaystyle f(x)}的值会趋于{\displaystyle 2}。事实上，{\displaystyle f(x)}与{\displaystyle 2}之间的距离可以变得任意小，只要我们选取一个足够大的{\displaystyle x}就可以了。此时，我们称{\displaystyle f(x)}趋向于（正）无穷时的极限是{\displaystyle 2}。可以写为
{\displaystyle \lim _{x\to \infty }f(x)=2}
形式上，我们可以定义：
{\displaystyle \lim _{x\to \infty }f(x)=L}
為
{\displaystyle (\forall \epsilon >0)(\exists \delta >0)(\forall x\in D_{f})[\,(\delta <x)\Rightarrow (|f(x)-L|<\epsilon )\,]}
类似地，我们也可以定义：
{\displaystyle \lim _{x\to -\infty }f(x)=L}
為
{\displaystyle (\forall \epsilon >0)(\exists \delta <0)(\forall x\in D_{f})[\,(x<\delta )\Rightarrow (|f(x)-L|<\epsilon )\,]}

## 符号
极限的符号为lim，它出自拉丁文limit（界限）的前三个字母。
在1786年出版的德国人浏伊连（S. L'Huilier）的书中，第一次使用这个符号。不过，“x趋于a”当时都记作“x=a”，直到20世纪人们才逐渐用“→”替代“=”。
英国近代数学家哈代是第一个使用现代极限符号的人。

## 性质
- {\displaystyle \lim _{n\to c}S\cdot f(n)=S\cdot \lim _{n\to c}f(n)}，这里S是个內积算法。
- {\displaystyle \lim _{n\to c}b{f(n)}=b\,{\lim _{n\to c}f(n)}}，这里b是常量。

以下规则只有当等号右边的极限存在并且不为无限时才成立：
- {\displaystyle \lim _{n\to c}[f(n)+g(n)]=\lim _{n\to c}f(n)+\lim _{n\to c}g(n)}
- {\displaystyle \lim _{n\to c}[f(n)-g(n)]=\lim _{n\to c}f(n)-\lim _{n\to c}g(n)}
- {\displaystyle \lim _{n\to c}[f(n)\cdot g(n)]=\lim _{n\to c}f(n)\cdot \lim _{n\to c}g(n)}
- {\displaystyle \lim _{n\to c}{\frac {f(n)}{g(n)}}={\frac {\displaystyle \lim _{n\to c}f(n)}{\displaystyle \lim _{n\to c}g(n)}}}

## 推广

### 拓扑网
在引入网的概念下，上述的定义可以毫无障碍地推广到任何拓扑空间。事实上，现代数学中的极限概念就是定义在拓扑空间上的，上述的例子都是拓扑空间的具体化。

### 范畴论
范畴论中许多泛性质也可从极限来理解。范畴论极限分为极限与余极限（又称上极限），彼此的定义相对偶。

## 外部連結
- 埃里克·韦斯坦因. . MathWorld.
- Mathwords: Limit （页面存档备份，存于）

1. ↑  Stewart, James.  6th. 圣智学习. 2008. ISBN 978-0-495-01166-8.